# ۳۰۹۲ هرودوت
سیارک ۳۰۹۲ (به انگلیسی: 3092 Herodotus، نامگذاری:6550P-L) سه هزار و نود و دومین سیارک کشف شده‌است که در ۲۴ سپتامبر ۱۹۶۰ کشف شد.
قدر مطلق سیارک برابر ۱۱٫۰۰ است.
این سیارک را به نام هرودوت تاریخ‌نویس یونانی نام‌گذاشته‌اند.